# Milesia semiluctifera
Milesia semiluctifera är en tvåvingeart som först beskrevs av Charles Joseph de Villers 1789.  Milesia semiluctifera ingår i släktet Milesia och familjen blomflugor.
Artens utbredningsområde är Frankrike. Inga underarter finns listade i Catalogue of Life.

## Bildgalleri

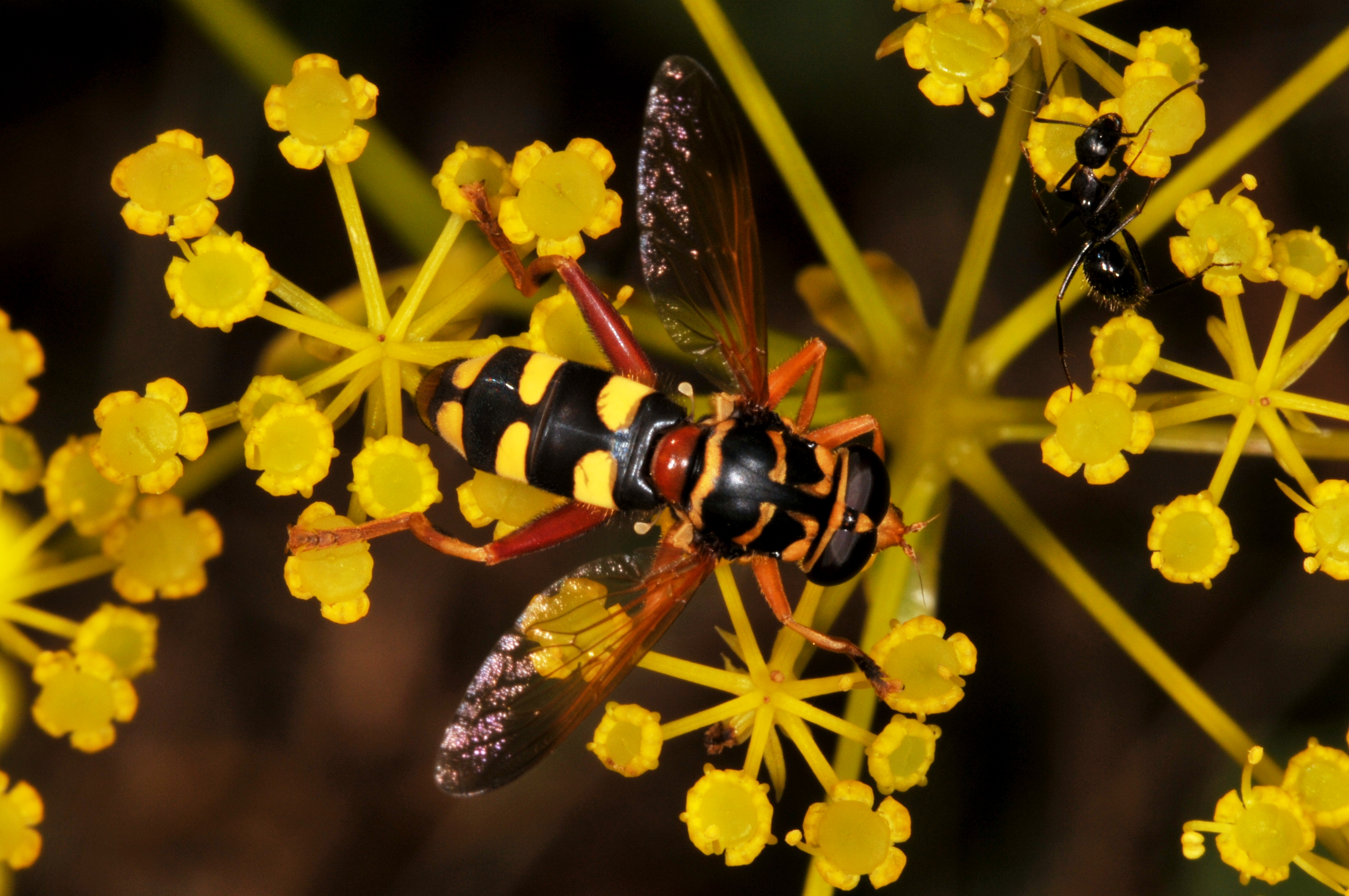